# キング・ヴィダー
キング・ヴィダー（King Vidor, 本名：King Wallis Vidor, 1894年2月8日 - 1982年11月1日）は、アメリカ合衆国テキサス州出身の映画監督。ハンガリー系で、祖父ヴィドル・カーロイ (Vidor Károly) はハンガリー革命を逃れてハンガリーから亡命した人物。

## 経歴
15歳の時に見た『月世界旅行』で映画の魅力にとりつかれて短編映画を撮り始め、21歳の時に結婚したフローレンス・アルトとハリウッドに向かった。『ビッグ・パレード』、『群衆』とサイレント期に多くの傑作を発表。時代がトーキーに移り変わった後も、メロドラマを中心に映画を作った。
1982年にカリフォルニア州で死去。

## 主な監督作品
- 楽しき時間（英語版） Better Times（1919年）
- 除隊の後（英語版） The Other Half（1919年）
- 純朴なる同胞（英語版） Poor Relations（1919年）
- 涙の船唄（英語版） The Jack-Knife Man（1920年）
- 曠野に叫ぶ（英語版） The Sky Pilot（1921年）
- 征服されし女（英語版） Conquering the Woman（1922年）
- 君が名呼べば（英語版） Peg o' My Heart（1922年）
- 塑像の女（英語版） The Woman of Bronze（1923年）
- 母を死守して（英語版） Happiness（1924年）
- 男子凱旋（英語版） His Hour（1924年）
- 青春の美酒（英語版） The Wife of the Centaur（1924年）
- 腕自慢（英語版） Proud Flesh（1925年）
- ビッグ・パレード（大進軍） The Big Parade（1925年）
- ラ・ボエーム La Bohème（1926年）
- 剣侠時代（英語版） Bardelys the Magnificent（1926年）
- 群衆 The Crowd（1928年）
- 活動役者（英語版） Show People（1928年）
- ハレルヤ Hallelujah（1929年）
- ビリー・ザ・キッド Billy the Kid（1930年）
- 街の風景（英語版） Street Scene（1931年）
- チャンプ The Champ（1931年）
- 南海の劫火 Bird of Paradise（1932年）
- シナラ（英語版） Cynara（1932年）
- 南風 The Stranger's Return（1933年）
- 麦秋 Our Daily Bread（1934年）
- 結婚の夜（英語版） The Wedding Night（1935年）
- 薔薇はなぜ紅い（英語版） So Red the Rose（1935年）
- テキサス決死隊（英語版） The Texas Rangers（1936年）
- ステラ・ダラス Stella Dallas（1937年）
- 城砦 The Citadel（1938年）
- 北西への道 Northwest Passage（1940年）
- 白昼の決闘 Duel in the Sun（1946年）
- 摩天楼 The Fountainhead（1949年）
- 東は東 Japanese War Bride（1952年）
- ルビイ（英語版） Ruby Gentry（1952年）
- 星のない男 Man Without A Star（1955年）
- 戦争と平和 War and Peace（1956年）
- ソロモンとシバの女王 Solomon and Sheba（1959年）

## 受賞・ノミネート

### アカデミー賞

#### ノミネート
- 1927/28年 監督賞：『群衆』[1]
- 1929/30年 監督賞：『ハレルヤ』[2]
- 1931/32年 監督賞：『チャンプ』[3]
- 1939年 監督賞：『城砦』[4]
- 1957年 監督賞：『戦争と平和』[5]

#### 受賞
1978年 名誉賞

### ヴェネツィア国際映画祭

#### 受賞
- 1935年 監督賞：『結婚の夜』

- 1982年 栄誉金獅子賞